# Thomas Bradford (boktryckare)
Thomas Bradford, född 1745 i Philadelphia, död där 1838, var en amerikansk boktryckare. Han var son till William Bradford.
Bradford var först faderns medhjälpare i The Pennsylvania Journal, övertog sedan själv utgivningen och förvandlade 1801 tidningen  till The True American. Bradford var även kongressens officielle boktryckare.